# Wolfgang Noack
Wolfgang Noack (* 4. Januar 1951 in Husum; † 6. März 2018) war ein deutscher Schauspieler und Hörspielsprecher, der vor allem auf der Bühne tätig war.

## Leben
Noack erhielt eine Gesangs- und Tanzausbildung an der Schauspielschule Margot Höpfner. Seit 1980 war er freiberuflich als Schauspieler und Sprecher tätig und hatte Festengagements unter anderem am Thalia Theater unter Boy Gobert oder dem Ernst Deutsch Theater. Zu seinen Rollen gehörten Philippeau in Dantons Tod nach Georg Büchner, Werner in Minna von Barnhelm, Faust in Goethes Urfaust und Oberon im Sommernachtstraum.
Vor der Kamera stand er für die Rudolf-Jugert-Märchenverfilmung Die Gänsemagd, für eine Episode der Serie Polizeistation und den Film Don’t Wake the Dead.
Zusammen mit dem Carl-Philipp-Emanuel-Bach-Chor Hamburg trat er  bei den Festspielen Mecklenburg-Vorpommern auf.

## Hörspiele (Auswahl)
- Matthias Wittekindt: Tod eines Tauchers. Regie: Norbert Schaeffer. Radio-Tatort, NDR 2008, Der Hörverlag 2010, ISBN 978-3-867-17267-7.